# Omar Ruiz de Somocurcio
Kario Omar Ruiz de Somocurcio Wulfert (Lima, 7 de diciembre de 1970) es un periodista y presentador de televisión peruano de ascendencia belga. Alcanzó la popularidad por haber conducido los programas deportivos Planeta deporte de TV Perú y Teledeportes de Panamericana Televisión.

## Biografía
Nació el 7 de diciembre de 1970 en Lima, bajo el nombre completo de Kario Omar Ruiz de Somocurcio Wulfert. Es proveniente de una familia de raíces arequipeñas y belgas. Desde temprana edad, se muda a Argentina para jugar en un equipo de fútbol pero no se concretó.
Al llegar a la mayoría de edad, Ruiz de Somocurcio apostaría por el periodismo deportivo, dando inicio a su carrera televisiva en 1994. Durante finales de los años 1990, se desempeñó como reportero corresponsal de la cadena Fox Sports para Latinoamérica.
Al regresar al Perú, Ruiz de Somocurcio ganaría reconocimiento en la televisión peruana, asumiendo la conducción del programa deportivo Planeta deporte por el canal estatal TV Perú en el año 2000, permaneciendo por nueve temporadas consecutivas hasta su renuncia en mayo de 2009. En el dicho espacio, compartió el rol junto al periodista deportivo Mauricio Cortés.
En octubre de 2009, firmó un contrato con la otra televisora local Panamericana Televisión, para incorporarse al espacio televisivo Teledeportes, además de haber desempeñado como director del dicho espacio. A lo paralelo, fue presentador del bloque deportivo del noticiero 24 horas por el mismo canal durante el primer 2009-2011 y el segundo periodo 2019-2024. Durante esa época, estuvo en negociaciones para reemplazar a Phillip Butters en la conducción del programa deportivo El especialista sin éxito.
En el año 2014, fue conductor del programa televisivo Samba y gol en el canal Panamericana, con la modelo paraguaya Larissa Riquelme, durante la realización de la Copa Mundial de Fútbol de ese año.
En el año 2024, asume la conducción del programa La esquina del VAR al lado del periodista Raúl Romero, hasta finales de año. En diciembre de 2024 anuncia su renuncia al canal Panamericana después de 15 años de actividad y en enero de 2025, ingresa a la conducción del formato Willax deportes por el canal Willax Televisión, además de incorporarse al elenco principal del noticiero Al día con Willax junto a Alvina Ruiz y Perla Berríos.

## Televisión
- Fox Sports (1990s), reportero.
- Planeta deporte (2000-2009), presentador deportivo.
- Teledeportes (2009-2024), presentador deportivo.
- 24 horas (2009-2011, 2019-2024), presentador del bloque deportivo.
- Samba y gol (2014), presentador.
- La esquina del VAR (2024), presentador.
- Al día con Willax (desde 2025), presentador del bloque deportivo.
- Willax deportes (desde 2025), presentador deportivo.